# Коцелл, Михаил Казимир
Михаил Казимир Коцелл (пол. Michał Kazimierz Kociełł, 1644 — 6 октября 1722) — военный и государственный деятель Великого княжества Литовского, подкоморий ошмянский (1683—1685), каштелян витебский (1685—1700) и трокский (1700—1703), воевода трокский (1703—1707), подскарбий великий литовский (1710—1722). Маршалок Литовского Трибунала в 1698 и 1702 годах.

## Биография
Представитель литовского шляхетского рода Коцелл герба Пеликан. Сын Самуила Иеронима Коцелла и Анны Вонляр.
В 1669 году Михаил Казимир Коцелл участвовал в элекционном сейме, где поддержал избрание на польский престол Михаила Корибута Вишневецкого. В 1674 году подписал элекцию Яна III Собеского. В 1697 году поддержал кандидатуру саксонского курфюрста Августа II Сильного.
Михаил Казимир Коцелл был одним из предводителей группировки республиканцев, выступавшей против господства рода Сапег в Великом княжестве Литовском. В 1683 году получил чин подкомория ошмянского, в 1685 году стал каштеляном витебским. В 1698 году был избран маршалком Трибунала Великого княжества Литовского.
В конце 1697 года Михаил Казимир Коцелл созвал посполитое рушение в восточных поветах Великого княжества Литовского. В середине 1698 года был избран одним из послов от литовского ополчения к польскому королю Августу Сильному. 14 апреля 1698 года организовал съезд шляхты, собранной в посполитом рушении, в Вильно, где был избран генеральным полковником воеводств и поветов Великого княжества Литовского, получил власть над шляхетским ополчением и право заниматься выплатой жалованья литовскому войску.
14 августа 1698 года Михаил Казимир Коцелл созвал новый шляхетский съезд в Вильно, где потребовал распустить все литовские хоругви, находившиеся под командованием Сапег. 15 ноября 1698 года возглавил новое посполитое рушение и повёл его под Гродно. Подписал Пузавицкое постановление 1698 года.
В начале 1700 года Литовский Скарбовый Трибунал, возглавляемый великим гетманом литовским и воеводой виленским Казимиром Яном Сапегой, выявил финансовые злоупотребления М. Коцелла, но не смог привлечь его к ответственности. В ответ Михаил Казимир Коцелл созвал посполитое рушение и 26 апреля 1700 года был избран директором съезда республиканской шляхты. 21 августа 1700 года заключил перемирие с Сапегами. В сентябре-октябре 1700 года возглавил шляхетское ополчение Мстиславского, Витебского, Ошмянского и Оршанского поветов, которое 15 октября было разбито в битве под Ошмянами великим подскарбием литовским Бенедиктом Павлом Сапегой.
18 ноября 1700 года Михаил Казимир Коцелл участвовал в битве с Сапегами под Олькениками, где командовал левым крылом литовского ополчения. Подписал Олькеникское постановление 1700 года, затем вместе с Григорием Антонием Огинским получил право на сбор таможенных поступлений и стал комиссаром при генеральном полковнике князе Михаиле Сервации Вишневецком. В том же 1700 году получил должность каштеляна трокского.
В 1701 году основал в Бенице монастырь бернардинцев и начал строить Троицкий костел. В 1703 году стал воеводой трокским.
После битвы под Олькениками влияние Михаила Казимира Коцелла в лагере республиканцев снизилось.
Участвовал в шляхетских съездах в Ружанах (1701), Вильно (1701 и 1703) и Гродно (1701). Во время переговоров республиканцев с Сапегами в 1701 году Михаил Казимир Коцелл выступал против заключения перемирия.
Был одним из инициаторов вступления Великого княжества Литовского и Речи Посполитой в Северную войну (1700—1721), во время которой поддерживал Августа Сильного и ориентировался на Россию. В 1704 году присоединился к Сандомирской конфедерации. В 1707 году участвовал в съезде шляхты в Новогрудке. Во время наступления шведской армии в 1708 году выехал в Россию.
В 1710 году Михаил Казимир Коцелл участвовал в Варшавской вальной раде, на которой получил должность подскарбия великого литовского. Во время своей деятельности на этой должности значительными злоупотреблениями. По жалобе воеводы трокского князя Казимира Доминика Огинского в 1711 году Трибунал ВКЛ приговорил Михаила Коцелла к лишению чести и смертной казни. 12 января 1712 года он был арестован, но избежал наказания и примирился с Казимиром Огинским. В 1712 году участвовал в подавлении прошведского выступления Яна Казимира Сапеги. В марте-апреле 1716 года присоединился к литовской шляхте на съезде в Вильно, где была создана антисаксонская конфедерация. Противники Михаила Коцелла предпринимали попытки лишить его должности подскарбия великого литовского, в том числе на сейме 1719—1720 года, но не смогли добиться его отстранения.